# Porumbacu de Jos
Porumbacu de Jos (in ungherese Alsóporumbák, in tedesco Unter-Bornbach) è un comune della Romania di 3118 abitanti, ubicato nel distretto di Sibiu, nella regione storica della Transilvania. 
Il comune è formato dall'unione di 5 villaggi: Colun, Porumbacu de Jos, Porumbacu de Sus, Sărata, Scoreiu.
Porumbacu de Jos è la base per numerose escursioni e scalate nei Carpazi meridionali, in particolare verso il Monte Negoiu (2535 m).